# Dusona liberator
Dusona liberator là một loài tò vò trong họ Ichneumonidae.